# Praga BH-111
Praga BH-111 byl československý sportovní letoun navržený a postavený speciálně pro účast v evropské soutěži turistických letounů Challenge 1932. Jednalo se o dvoumístný dolnoplošník smíšené konstrukce.

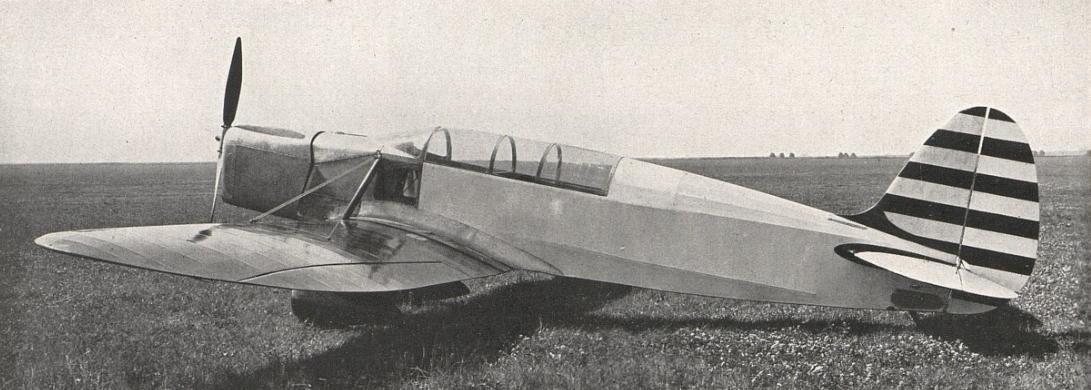
Boční pohled na BH-111 (1932)

## Vznik a vývoj
Letoun byl navržen začátkem roku 1932:s.165 Pavlem Benešem a Miroslavem Hajnem - proto písmena BH v označení a číslo 111 odkazovalo na jejich předchozí úspěšný typ Avia BH-11.:s.165 BH-111 byla poslední společnou konstrukcí této dvojice.:s.166
V srpnu 1932 byly zapsány, ve stejný den 9. srpna 1932, do leteckého rejstříku tří vyrobené letouny BH-111, které pro mezinárodní soutěž turistických letadel Challenge International de Tourisme 1932 vyrobilo letecké oddělení Praga společnosti Českomoravská-Kolben-Daněk (ČKD). Měly imatrikulace OK-BAH (výr. č. 1), OK-BEH (výr. č. 2) a OK-BIH (výr. č. 3). Letadla ČKD „Praga“ BH-111 s motorem Gipsy III, které továrna Českomoravská-Kolben-Daněk přihlásila již v dubnu 1932 na Challenge de Tourisme International 1932, byla dohotovena koncem července 1932. Letadla zalétal tovární šéfpilot Karel Fritsch na letišti Vojenské továrny na letadla v Letňanech.

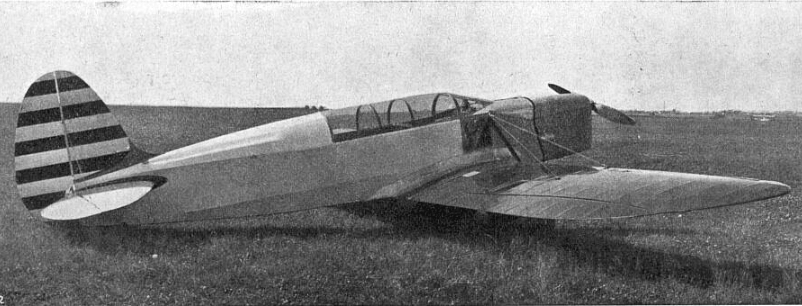
Praga BH-111 (Letectví, červenec 1932)

## Popis letounu
Jednalo se o dolnoplošník s obdélníkovým křídlem se zaoblenými konci, vyztuženým jednou krátkou vzpěrou mezi nosníkem centroplánu a prvním trupovým podélníkem:s.165 a ocelovými dráty, zkonstruovaným ze dřeva s plátěným potahem, které bylo vybaveno automatickými sloty a vztlakovými klapkami.:s.165 Křídla byla polotlustého profilu a silně na konci zúžena. Křídlo bylo možno sklopit dozadu podél trupu, jak požadovaly podmínky soutěže.:s.165 Trup a ocasní plochy byly z ocelových trubek potažených plátnem.:s.165 Nástavky křídla byly svařeny z chrom-molybdenových trubek v celku s trupem, vpředu byly opatřeny vzpěrou od horní hrany trupu, vzadu byly samonosné. Žebra a kryty nástavků jsou ze dřeva a dýhy.
Trup byl čtyřhranného průřezu se silně klenutou vrchní částí, čímž byla vytvořena kabina pro pilota vpředu a cestujícího vzadu. Tandemově uspořádané kokpity osádky, oba vybavené řízením, byly opatřeny společným překrytem. Zadní řízení bylo vyjímatelné. Ocasní plochy a kormidla byly ze dřeva a  pevné části potaženy dýhou, pohyblivé plátnem. Vodorovná ocasní plocha byla vyztužena profilovými dráty a její náběh bylo možné měnit za letu. Pevný podvozek bez průběžné nápravy byl záďového typu, s ostruhou opatřenou kluznou patkou a aerodynamicky zakrytovanýma nohama hlavních kol. Podvozek měl poprvé u československých letounů částečné zasunutí kol za letu v tzv. „bačkorách“.
Pohon byl zajišťován řadovým motorem instalovaným v přídi, pohánějícím dvoulistou, na zemi regulovatelnou, kovovou vrtuli značky Letov.:s.165 Za motorem byla protipožární stěna a za ní benzinová a olejová nádrž, které zčásti tvořily povrchu trupu. Palivové nádrže byly dvě, horní nádrž tvořila část klenby trupu a byla provedena jako spádová. Od spodní nádrže do horní se čerpalo palivo AC pumpou. Letouny byly osazeny dovezenými britskými motory de Havilland Gipsy III o výkonu 110/120 k (81/88 kW). Objem válců tohoto řadového čtyřválcového invertního motoru činil 7820 cm3 při vrtání 140 mm a zdvihu 127 mm.:s.165 Od léta 1934 byly i letouny dříve provozované s motory Gipsy postupně vybaveny československými řadovými čtyřválcovými invertními motory Walter Junior o výkonu 105/120 k (77/88 kW),o objemu válců 5816 cm3 při vrtání 115 mm a zdvihu 140 mm.:s.165 i vzhledem k obtížím se získáváním náhradních dílů pro motory Gipsy.

## Použití
Do leteckého rejstříku byly všechny 3 letouny zapsány jako tovární letouny společnosti Praga. Po návratu ze soutěže Challenge se Praga BH-111 zúčastnila Leteckého dne konaného 11. září 1932 na Kbelském letišti. Roku 1934 se jeden letoun objevil ve filmu Dokud máš maminku. V roce 1935 byly převedeny do majetku Ministerstva veřejných prací a sloužily jako turistické v aeroklubech.
OK-BAH vlastnil Moravsko-slezský aeroklub, OK-BEH Aeroklub RČs. a OK-BIH Aeroklub Vysokoškolského sportu. Dva letouny BH-111 působily v československém aeroklubovém létání do roku 1937 a poslední byl vyřazen až na podzim 1938.:s.165 Jako první byl z leteckého rejstříku vyřazen letoun s imatrikulací OK-BEH, výr. č. 2 (1937), o rok později OH-BIH (výr. č. 3) a nakonec v roce 1939 letoun s imatrikulací OK-BAH (výr. č. 1).:s.296-297
Jedním z posledních veřejných vystoupení byla účast na Výstavě sportovních letadel z Národní letecké sbírky pořízených rámci akce 1000 nových pilotů, která se uskutečnila na jaře 1936 na pražském výstavišti.

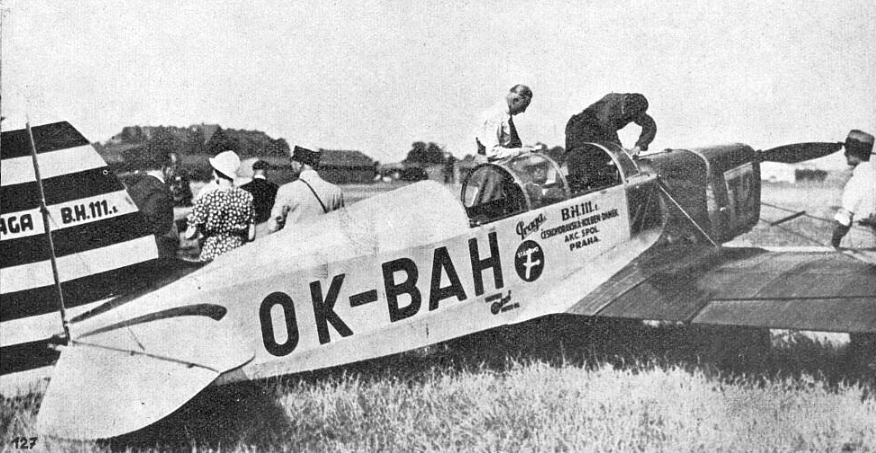
Praga BH-111, Josef Kalla před odletem z Prahy (Letectví, srpen 1932)

## Sportovní úspěchy

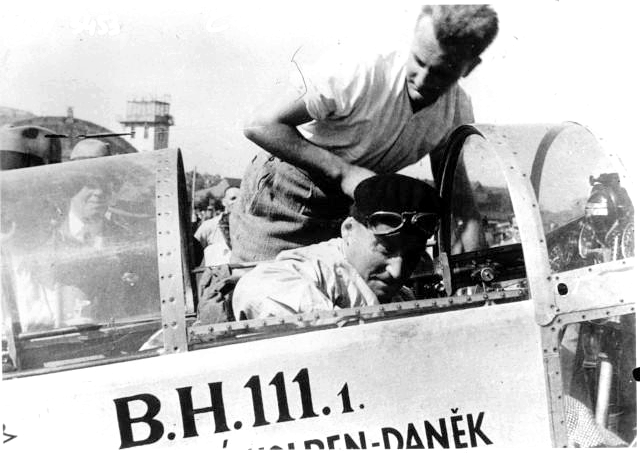
Praga BH-111 s mjr. Josefem Kallou v kokpitu (Challenge 1932)

Challenge International de Tourisme 1932 se konala v srpnu 1932, měřila celkem 7348 km a hlavním pořadatelem tohoto ročníku bylo Německo (start a cíl ve Staakenu).V soutěži, do které odstartovalo celkem 43 účastníků, dosáhly osádky Josef Kalla–Novák (start. č. T-2) na 12. místo a František Klepš–Gernie na 21. místo (start. č. T-4) :s.104 mezi 24 které závod dokončily.:s.104 Třetí BH-111 s osádkou ve složení Karel Mareš–Novotný závod nedokončila (start. č. T-3), protože musela kvůli poruše motoru nouzově přistát v blízkosti Padovy,:s.104 přičemž byl stroj poškozen. V technickém hodnocení získala BH-111 4. místo mezi celkem 17 typy účastnícími se soutěže. Kovové vrtule „Letov“ s natáčecími listy si svojí kvalitou prověřenou v závodě Challenge získaly uznání a byly rovněž v tomto závodě použity na všech polských letadlech. Po tomto úspěchu byla učiněna z polské strany další, větší objednávka a vrtule Letov byly zamontovány i do jiných polských letadel.

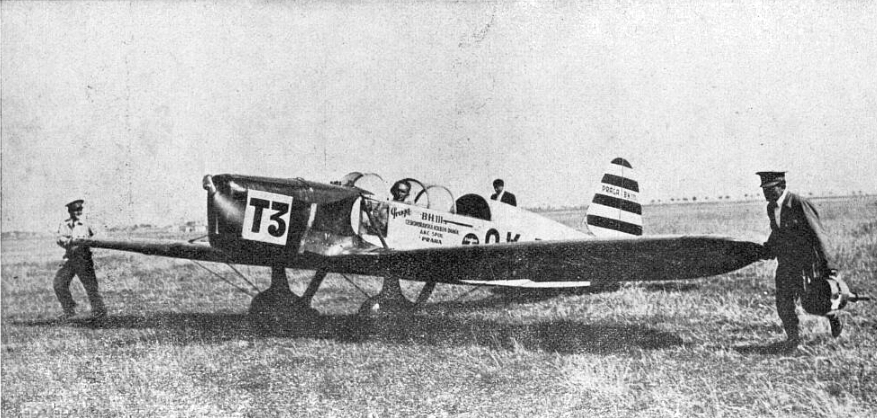
Praga BH-111, Karel Mareš po přistání v Praze (Letectví, srpen 1932)

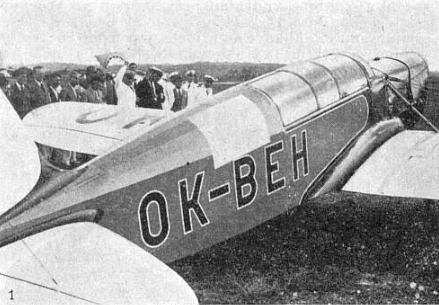
Praga BH-111, Kalla-Polma, OK-BEH, Raduno del Littorio (Letectví, září 1935)

V srpnu 1935 (24.-30.8.) se dva stroje tohoto typu zúčastnily I. ročníku mezinárodního závodu turistických letounů Il Raduno del Littorio:s.148 uspořádaného Italským královským aeroklubem. Technicky se závod sestával ze dvou částí: hvězdicového a okružního závodu. Okružní let zahrnoval průlet trati ve 4 etapách téměř po celé Itálii (2000 km). Posádka vyslaná na tuto soutěž Aeroklubem republiky Československé (ARČs.) mjr. Josef Kalla – npor. Jaroslav Polma (OK-BEH) obsadila 5. místo :s.148 a posádka ing. V. Polák – ing. Jílek (OK-BAH) vyslaná Moravsko-slezským aeroklubem dosáhla 27. místa:s.148 z celkem 77 účastníků.:s.165–166:s.148 V okružním a rychlostním letu získal Kalla 2. místo. Obě posádky mezi zahraničními letci obsadily 1. a 2. místo. Letouny v té době již byly vybaveny motory Walter Junior o výkonu 88,2 kW (120 k). Změna motoru byla provedena proto, že letoun pak lépe vyhovoval z hlediska objemu válců propozicím soutěže. Soutěž dokončilo 59 letounů.

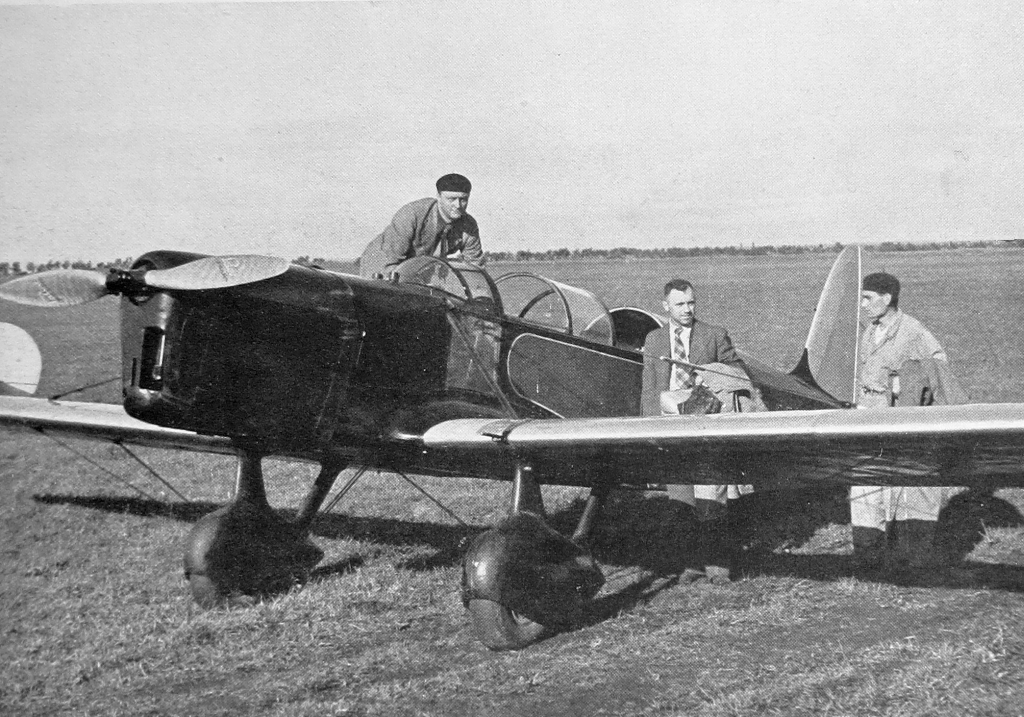
Praga BH-111 s motorem Walter Junior (1935)

Jeden letoun BH-111 (OK-BEH) za ARČs. se koncem léta 1935 účastnil Národního letu Republiky Československé. Posádka J. Novák a J. Strejc obsadila 21. místo. Na úseku Praha - Brno dosáhl J. Novák průměrné rychlosti 193,1 km/h. Tento ročník bezkonkurenčně ovládly nové stroje Praga E-114 Air Baby, které obsadily prvních pět míst.

## Specifikace
Data dle 

### Technické údaje
| Typ                             | BH-111            | BH-111            |
| ------------------------------- | ----------------- | ----------------- |
| Rok zavedení                    | 1932              | 1934              |
| Posádka                         | 2                 | 2                 |
| Rozpětí (m)                     | 10,50             | 10,50             |
| Délka (m)                       | 7,40              | 7,40              |
| Výška (m)                       | 2,90              | 2,90              |
| Nosná plocha (m2)               | 15,14             | 15,14             |
| Plošné zatížení (kg/m2)         | 50,1              | 51,0              |
| Hmotnost prázdného letounu (kg) | 470               | 472               |
| Vzletová hmotnost (kg)          | 770               | 772               |
| Typ motoru                      | Gipsy III         | Junior            |
| maximální výkon motoru          | 88 kW/120 k       | 88 kW/120 k       |
| nominální výkon motoru          | 81 kW/112 k       | 77 kW/105 k       |
| Vrtule                          | dvoulistá, kovová | dvoulistá, kovová |

### Výkony
| Označení typu                 | BH-111 (Gipsy)       | BH-111 (Junior)      |
| ----------------------------- | -------------------- | -------------------- |
| Max. rychlost při zemi (km/h) | 230                  | 225                  |
| Cestovní rychlost (km/h)      | 200                  | 195                  |
| Přistávací rychlost (km/h)    | 70                   | 65                   |
| Dolet (km)                    | 1050                 | 1050                 |
| Vytrvalost                    | 5,25 h               | 5,25 h               |
| Dostup (m)                    | 4500                 | 4500                 |
| Stoupavost                    | 15,75´ min do 3000 m | 15,75´ min do 3000 m |